# Johann Michael Sailer

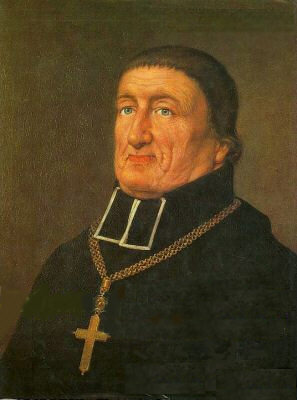
Johann Michael Sailer

Johann Michael Sailer (ur. 17 listopada 1751, zm. 20 maja 1832) – teolog i pedagog katolicki. W latach 1780–1781 wykładał dogmatykę w Ingolstadt, a w 1784 roku został wykładowcą etyki i teologii pastoralnej w Dillingen an der Donau. W 1794 roku stracił swoje stanowisko w wyniku fałszywego oskarżenia jakie przeciw niemu wysunięto. W roku 1822 Sailer został biskupem koadiutorem, a w 1829 roku biskupem ordynariuszem Ratyzbony.